# Zombrus melanopterus
Zombrus melanopterus är en stekelart som beskrevs av Cameron 1912. Zombrus melanopterus ingår i släktet Zombrus och familjen bracksteklar. Inga underarter finns listade i Catalogue of Life.